# السبت الدموي (صورة ضوئية)
السبت الدموي هي صورة بالأبيض والأسود تم ألتقاطها في 28 أغسطس 1937 ، بعد دقائق قليلة من هجوم جوي ياباني ضرب المدنيين خلال معركة شانغهاي في الحرب اليابانية الصينية الثانية. تُظهر الصورة رضيعًا صينيًا يبكي داخل أنقاض محطة سكة حديد جنوب شانغهاي التي تعرضت للقصف،أصبحت الصورة أيقونة ثقافية وضحت الفظائع اليابانية في زمن الحرب في الصين تم نشر الصورة على نطاق واسع،وشاهدها في أقل من شهر أكثر من 136 مليون مشاهد.